# José Joaquín de Silva-Bazán
José Joaquín de Silva-Bazán y Sarmiento (Madrid, 3 de desembre de 1734 - Madrid; 2 de febrer de 1802), IX marquès de Santa Cruz de Mudela, cavaller de l'Orde del Toisó d'Or, va ser un aristòcrata espanyol que va servir en la Reial Casa.

## Vida i família
Va ser també VIII marquès de Villasor, VII del Viso, VI d'Arcicóllar, comte de Baiona i de Montesanto, baró de Sant Boi i senyor de Valdepeñas, dues vegades Gran d'Espanya, i Gentilhome de Cambra de S. M. amb exercici i servitud.
Els seus pares van ser Pedro de Silva-Bazán y Alagón, VIII marquès de Santa Cruz de Mudela, majordom de l'infant Felip de Borbó-Parma, i María Cayetana Sarmiento y Dávila, la seva dona, VI comtessa de Pie de Concha i V marquesa d'Arcicóllar, filla dels comtes de Salvatierra. Va tenir per germana menor a Mariana de Silva-Bazán y Sarmiento, duquessa de Huéscar i mare de la famosa duquessa Cayetana de Alba. Germà del també acadèmic Pedro de Silva y Sarmiento de Alagón.
Comptava només deu anys quan va morir el seu pare, a qui va succeir a la casa, i va quedar a cura de la seva mare.
El 2 de febrer de 1755 va contreure matrimoni amb María de la Soledad Fernández de la Cueva y Silva, VI marquesa de Cadreita, filla de Francisco VI Fernández de la Cueva y de la Cerda, XI duc d'Alburquerque, que havia estat Cavallerís major del rei Ferran VI fins a la seva jubilació sis anys abans, i d'Agustina Ramona de Silva i Gutiérrez de los Ríos, la seva dona, filla del X duc de l'Infantado. Aquest matrimoni va ser breu doncs Soledad va morir set anys després, als 27 d'edat, deixant-lo vidu i pare d'un fill de sis anys: Francisco de Asís, que va ser  marquès del Viso i va morir jove en 1779.
Sembla que la defunció del seu primogènit el va induir, després d'una llarga viudesa, a contreure un nou matrimoni. A Viena va conèixer a la qual seria la seva segona esposa des de 1781: Mariana de Waldstein, nascuda en aquesta cort al maig de 1763, filla d'Emmanuel Philibert, comte de Waldstein-Dux, i de la princesa Maria Anna Theresia de Liechtenstein. Mariana va ser la primera de les marqueses de Santa Cruz retratada per Goya (l'altra va ser la seva nora, Joaquina Téllez-Girón).
Tres anys després, ja de nou a Madrid, el Rei Carles III d'Espanya el va nomenar el seu Majordom major, la qual cosa el convertia en Cap Superior de Palau.
En 1788, el nou Monarca Carles IV el va confirmar en el seu càrrec i el va nomenar Institutor dels seus tres fills grans, entre ells el Príncep d'Astúries.
Home d'elevada cultura i amant de les belles arts, va ser escollit Director de la Reial Acadèmia Espanyola en 1776, a la defunció del duc d'Alba. En 1794 va patrocinar el trasllat de l'Acadèmia a la seva actual seu del carrer Felipe IV, construïda per l'arquitecte Miguel Aguado en terrenys de l'antic Palau del Buen Retiro cedits per la Casa Reial.